# 湊通夫
湊 通夫（みなと みちお、1962年10月20日 - ）は、日本の実業家。オリックス野球クラブ代表取締役社長兼オーナー代行、株式会社大阪シティドーム代表取締役社長、オリックスグループ執行役員を務める。

## 人物・経歴
大阪府大阪市出身（生誕地も同じ）。大阪府立生野高等学校卒業、1987年早稲田大学商学部卒業、オリエント・リース（現在のオリックス）入社。営業、広報、不動産ファイナンスなどを経て、2011年よりオリックス野球クラブ（オリックス・バファローズ）に出向。企画事業部長、専務取締役事業本部長を経て、2018年より代表取締役社長、2019年よりオリックスグループ執行役員（現オリックス執行役）就任。
2011年12月、球団事業本部でファン拡大のプロジェクトを開始する。
2018年1月、球団社長兼オーナー代行に就任。
2021年10月、中嶋聡監督を擁して25年ぶりのパシフィック・リーグ優勝を達成し、翌2022年10月には日本シリーズ優勝を達成した。オリックス買収後の社長としては岩井靖に次いで二人目。1995年のオリックス・ブルーウェーブ初優勝の時には本社での広報経験を買われて8月から4か月球団広報を手伝っている。
2023年9月、同リーグ3連覇を達成。オリックス買収後の社長としては初めてとなる。同年12月に出版された宮内義彦前オーナーの著書の中で、「湊社長が育成方針をより強固に進め、さらに中嶋監督への交代に際し強く推薦したこと。宮内前オーナーの反対を説得し、その結果として稀有な監督に就任してもらえることになった」などの逸話が紹介されている。